# Dystrykt Wiejski Obszaru Zachodniego
Dystrykt Wiejski Obszaru Zachodniego (ang. Western Area Rural District) – dystrykt w Sierra Leone. Stolicą jest Waterloo. W 2004 roku w tejże jednostce administracyjnej mieszkało 164 tys. ludzi. 
Liczba ludności dystryktu w poszczególnych latach:
- 1963 – 67 106
- 1974 – 40 065
- 1985 – 84 467
- 2004 – 164 024